# Xã Sugar Creek, Quận Poweshiek, Iowa
Xã Sugar Creek (tiếng Anh: Sugar Creek Township) là một xã thuộc quận Poweshiek, tiểu bang Iowa, Hoa Kỳ. Năm 2010, dân số của xã này là 434 người.